# Have Dreams, Will Travel
Have Dreams, Will Travel is een dramafilm uit 2007 zowel geschreven als geregisseerd door Brad Isaacs.

## Verhaal
De twaalfjarige Ben Reynolds (Cayden Boyd) groeit op in de jaren 60 en heeft niet veel op met zijn ouders (Lara Flynn Boyle en Matthew Modine), die zich in zijn ogen vooral met stomme dingen bezighouden. Zij nemen op een dag Cassie Kennington (AnnaSophia Robb) een tijd in huis. Haar ouders zijn omgekomen in een verkeersongeluk. Ze kan niet direct bij haar oma terecht en mag daarom zo lang bij de Reynolds' verblijven. Ze wil zelf alleen liever naar haar oom (Dylan McDermott) en tante (Heather Graham) in Baltimore. Ze krijgt Boyd zover om met haar mee te gaan op een reis die allesbehalve rechtlijning blijkt.

## Rolverdeling
- Cayden Boyd als Ben
- AnnaSophia Robb als Cassie
- Lara Flynn Boyle als Bens moeder
- Matthew Modine als Bens vader
- Val Kilmer als Henderson
- Heather Graham als Cassie's tante
- Dylan McDermott als Cassie's oom
- Matthew Timmons als Broeder
- Ryan C. Hurst als Jack
- Jerry Biggs als Dokter
- Ashley Fox Linton als Dokters dochter
- Brenda Isaacs Booth als Serveerster
- Ethan Phillips als Zakenman
- Mike Miller als Sheriff #1
- Geoffrey C. Martin als Plagende buschauffeur
- Bailey Ann Scheller als Ben & Cassie's dochter
- Dylan Scheller als Honkballer
- Ramsey Scott als Hendersons vrouw
- Jeff Griffin als Carpenter

## Productie
- Opnamedata: 27 september - 5 november 2006
- Filmlocaties:
  - Albuquerque
  - Los Lunas
  - Belen